# Surface Pro (2017年)
第五代Surface Pro（微软官方称New Surface Pro）是可拆卸式Surface系列的一员，由微软公司设计、开发、销售。它于2017年5月3日在上海发布。将于Surface Laptop和Surface Studio一起在6月15日在26个国家或地区首发。

## 特性

### 硬件
所有机型均装配有第七代英特尔代Kaby Lake处理器（包括m3，i5，i7）。它的速度比上一代英特尔Skylake处理器更快。与上一代相比，除m3核心的版本外，i5核心版本的机器也采用了无风扇设计。
内存可选4、8或16GB。儲存空間可选128、256、512、1024GB。这些选项于上一代Surface Pro 4相同。
此外，这一代的机器支架可以调节到165度，让设备可以放得更平：这被微软称为Studio Mode。此外，这一代机型还将推出支持LTE的版本。
于上一代机器相同，这一代机器保留有一个全尺寸的 USB3.0 接口、 microSD 读卡器、耳机接口， Mini DisplayPort，于键盘盖连接得接口和 SurfaceConnect 端口（可用于连接充电器或Surface扩展坞）。
| 机型配置   | 机型配置              | 机型配置     | 机型配置 | 机型配置 |
| 价格(美元) | CPU                   | GPU          | RAM      | 存储     |
| ---------- | --------------------- | ------------ | -------- | -------- |
| 799        | m3-7Y30(1.0至2.6GHz)  | HD 615       | 4 GB     | 128 GB   |
| 999        | i5-7300U(2.6至3.5GHz) | HD 620       | 4 GB     | 128 GB   |
| 1299       | i5-7300U(2.6至3.5GHz) | HD 620       | 8 GB     | 256 GB   |
| 1599       | I7-7660U(2.5至4.0GHz) | Iris Plus640 | 8 GB     | 256 GB   |
| 2199       | I7-7660U(2.5至4.0GHz) | Iris Plus640 | 16 GB    | 512 GB   |
| 2699       | I7-7660U(2.5至4.0GHz) | Iris Plus640 | 16 GB    | 1 TB     |

### 软件
中国大陆以外的地区预装有64位版本的Windows 10 Pro和30天的试用版Office 365，在中国大陆地区为Windows 10家庭版以及Office 2016家庭和学生版，预装Windows 10 Pro的版本仅面向企业销售。 Windows 10内置邮件、日历、人脉，Xbox(App)、照片、电影和电视、Groove音乐，以及Microsoft Edge等应用。 
该装置还配有一个兼容Windows Hello的摄像头。 